# Thespiai

Karta över antikens Boiotien med Thespiai utmärkt

Thespiai (grekiska Θεσπιαί, Thespiaí, latin Thespiae) var en forngrekisk stad i Boiotien, vid foten av berget Helikon. Thespiai var i synnerhet berömd som en huvudort för sånggudinnornas och Eros dyrkan. Sistnämnde gud ägde där ett tempel med en av Praxiteles utförd bildstod, som var föremål för hela den antika världens beundran och av den romerske kejsaren Nero fördes till Rom. 700 thespier deltog i försvaret av Thermopylai år 480 f.Kr., och därför förstördes staden av Xerxes. Under de följande århundradena blev Thespiai åtskilliga gånger kuvat och delvis skövlat av invånarna i grannstaden Thebe, men lyckades varje gång återvinna sin ställning som självständig medlem av de boiotiska städernas förbund. Ännu under den romerska kejsartiden synes staden ha ägt en viss betydenhet.